# Velika nagrada Azerbajdžana 2021
Velika nagrada Azerbajdžana 2021 je šesta dirka svetovnega prvenstva formule 1 v sezoni 2021. Odvijala se je 6. junija 2021 na uličnem dirkališču Baku City Circuit v Bakuju. Zmagal je Sergio Pérez, Red Bull Racing-Honda, drugo mesto je osvojil Sebastian Vettel, Aston Martin-Mercedes, tretji pa je bil Pierre Gasly, AlphaTauri-Honda. To je prva uvrstitev na stopničke za moštvo Aston Martin. Dirka je bila v 48. krogu po nesreči Maxa Verstappna prekinjena z rdečo zastavo, nadaljevala se je s ponovnim štartom.

## Rezultati

### Kvalifikacije
| Poz  | Št | Dirkač             | Konstruktor               | 1. del    | 2. del   | 3. del   | Št. m. |
| ---- | -- | ------------------ | ------------------------- | --------- | -------- | -------- | ------ |
| 1    | 16 | Charles Leclerc    | Ferrari                   | 1:42,241  | 1:41,659 | 1:41,218 | 1      |
| 2    | 44 | Lewis Hamilton     | Mercedes                  | 1:41,545  | 1:41,634 | 1:41,450 | 2      |
| 3    | 33 | Max Verstappen     | Red Bull Racing-Honda     | 1:41,760  | 1:41,625 | 1:41,563 | 3      |
| 4    | 10 | Pierre Gasly       | AlphaTauri-Honda          | 1:42,288  | 1:41,932 | 1:41,565 | 4      |
| 5    | 55 | Carlos Sainz Jr.   | Ferrari                   | 1:42,121  | 1:41,740 | 1:41,576 | 5      |
| 6    | 4  | Lando Norris       | McLaren-Mercedes          | 1:42,167  | 1:41,813 | 1:41,747 | 9      |
| 7    | 11 | Sergio Pérez       | Red Bull Racing-Honda     | 1:41,968  | 1:41,630 | 1:41,917 | 6      |
| 8    | 22 | Juki Cunoda        | AlphaTauri-Honda          | 1:42,521  | 1:41,654 | 1:42,211 | 7      |
| 9    | 14 | Fernando Alonso    | Alpine-Renault            | 1:42,934  | 1:42,195 | 1:42,327 | 8      |
| 10   | 77 | Valtteri Bottas    | Mercedes                  | 1:42,701  | 1:42,106 | 1:42,659 | 10     |
| 11   | 5  | Sebastian Vettel   | Aston Martin-Mercedes     | 1:42,460  | 1:42,224 |          | 11     |
| 12   | 31 | Esteban Ocon       | Alpine-Renault            | 1:42,426  | 1:42,273 |          | 12     |
| 13   | 3  | Daniel Ricciardo   | McLaren-Mercedes          | 1:42,304  | 1:42,558 |          | 13     |
| 14   | 7  | Kimi Räikkönen     | Alfa Romeo Racing-Ferrari | 1:42,923  | 1:42,587 |          | 14     |
| 15   | 63 | George Russell     | Williams-Mercedes         | 1:42,728  | 1:42,758 |          | 15     |
| 16   | 6  | Nicholas Latifi    | Williams-Mercedes         | 1:43,128  |          |          | 16     |
| 17   | 47 | Mick Schumacher    | Haas-Ferrari              | 1:44,158  |          |          | 17     |
| 18   | 9  | Nikita Mazepin     | Haas-Ferrari              | 1:44,238  |          |          | 18     |
| —    | 18 | Lance Stroll       | Aston Martin-Mercedes     | brez časa |          |          | 19     |
| —    | 99 | Antonio Giovinazzi | Alfa Romeo Racing-Ferrari | brez časa |          |          | 20     |
| Vir: |    |                    |                           |           |          |          |        |

### Dirka
| Poz  | Št | Dirkač             | Konstruktor               | Krogi | Čas/Odstop     | Št. m. | Toč |
| ---- | -- | ------------------ | ------------------------- | ----- | -------------- | ------ | --- |
| 1    | 11 | Sergio Pérez       | Red Bull Racing-Honda     | 51    | 2:13:36,410    | 6      | 25  |
| 2    | 5  | Sebastian Vettel   | Aston Martin-Mercedes     | 51    | +1,385         | 11     | 18  |
| 3    | 10 | Pierre Gasly       | AlphaTauri-Honda          | 51    | +2,762         | 4      | 15  |
| 4    | 16 | Charles Leclerc    | Ferrari                   | 51    | +3,828         | 1      | 12  |
| 5    | 4  | Lando Norris       | McLaren-Mercedes          | 51    | +4,754         | 9      | 10  |
| 6    | 14 | Fernando Alonso    | Alpine-Renault            | 51    | +6,382         | 8      | 8   |
| 7    | 22 | Juki Cunoda        | AlphaTauri-Honda          | 51    | +6,624         | 7      | 6   |
| 8    | 55 | Carlos Sainz Jr.   | Ferrari                   | 51    | +7,709         | 5      | 4   |
| 9    | 3  | Daniel Ricciardo   | McLaren-Mercedes          | 51    | +8,874         | 13     | 2   |
| 10   | 7  | Kimi Räikkönen     | Alfa Romeo Racing-Ferrari | 51    | +9,576         | 14     | 1   |
| 11   | 99 | Antonio Giovinazzi | Alfa Romeo Racing-Ferrari | 51    | +10,254        | 20     |     |
| 12   | 77 | Valtteri Bottas    | Mercedes                  | 51    | +11,264        | 10     |     |
| 13   | 47 | Mick Schumacher    | Haas-Ferrari              | 51    | +14,241        | 17     |     |
| 14   | 9  | Nikita Mazepin     | Haas-Ferrari              | 51    | +14,315        | 18     |     |
| 15   | 44 | Lewis Hamilton     | Mercedes                  | 51    | +17,668        | 2      |     |
| 16   | 6  | Nicholas Latifi    | Williams-Mercedes         | 51    | +42,379        | 16     |     |
| 17   | 63 | George Russell     | Williams-Mercedes         | 48    | Menjalnik      | 15     |     |
| 18   | 33 | Max Verstappen     | Red Bull Racing-Honda     | 45    | Trčenje        | 3      |     |
| Ods  | 18 | Lance Stroll       | Aston Martin-Mercedes     | 29    | Trčenje        | 19     |     |
| Ods  | 31 | Esteban Ocon       | Alpine-Renault            | 3     | Turbopolnilnik | 12     |     |
| Vir: |    |                    |                           |       |                |        |     |